# Soins cosmétiques dans l'Égypte antique

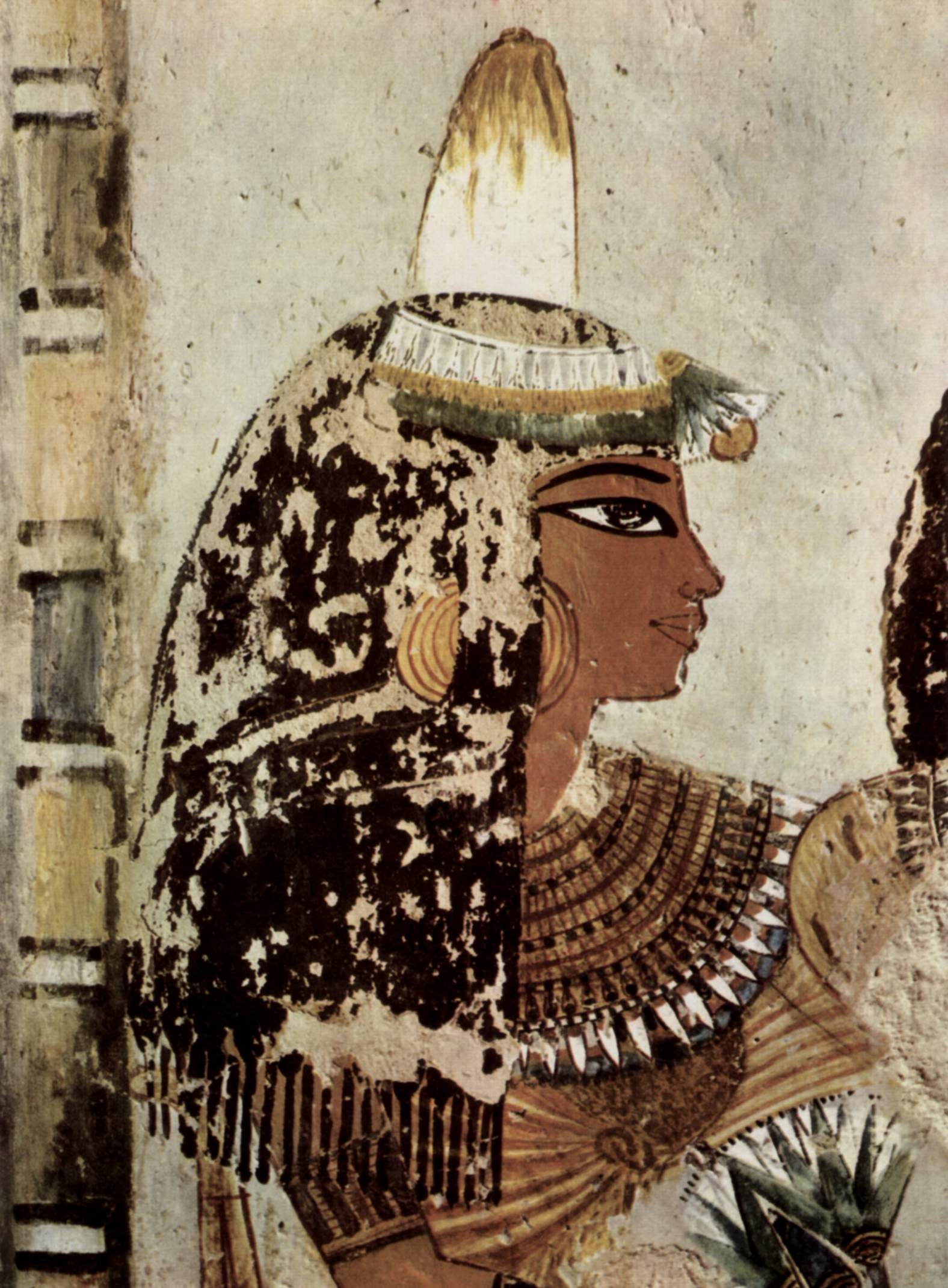
Portrait d'une dame couronnée par un cône de graisse parfumée - Tombeau de Menna

Les Égyptiens de l'antiquité utilisaient de nombreux produits cosmétiques, à la fois pour des raisons médicinales, thérapeutiques et esthétiques, mais également pour le bien être du corps, il fallait entretenir, conserver et soigner son corps dans le but de rejoindre la maison de l'éternité. Le terme cosmétique vient du grec ancien κόσμος, kosmos « parement, ornement ». Le mot cosmétique comme celui de parfum prendra son sens plus tard dans l'Histoire ; dans la période antique il s'agissait d'une forme de préparation sacrée, puis par la suite profane, faite de fumigations, d'onguents, de baumes, d'huiles et de potions issus de la botanique, des minéraux, ou du monde animal ; les cataplasmes étaient aussi des formes de préparations utilisées, dans un but religieux, magico-médicinal (alchimie), puis thérapeutique et esthétique pour se parer.

## Origines et fabrication

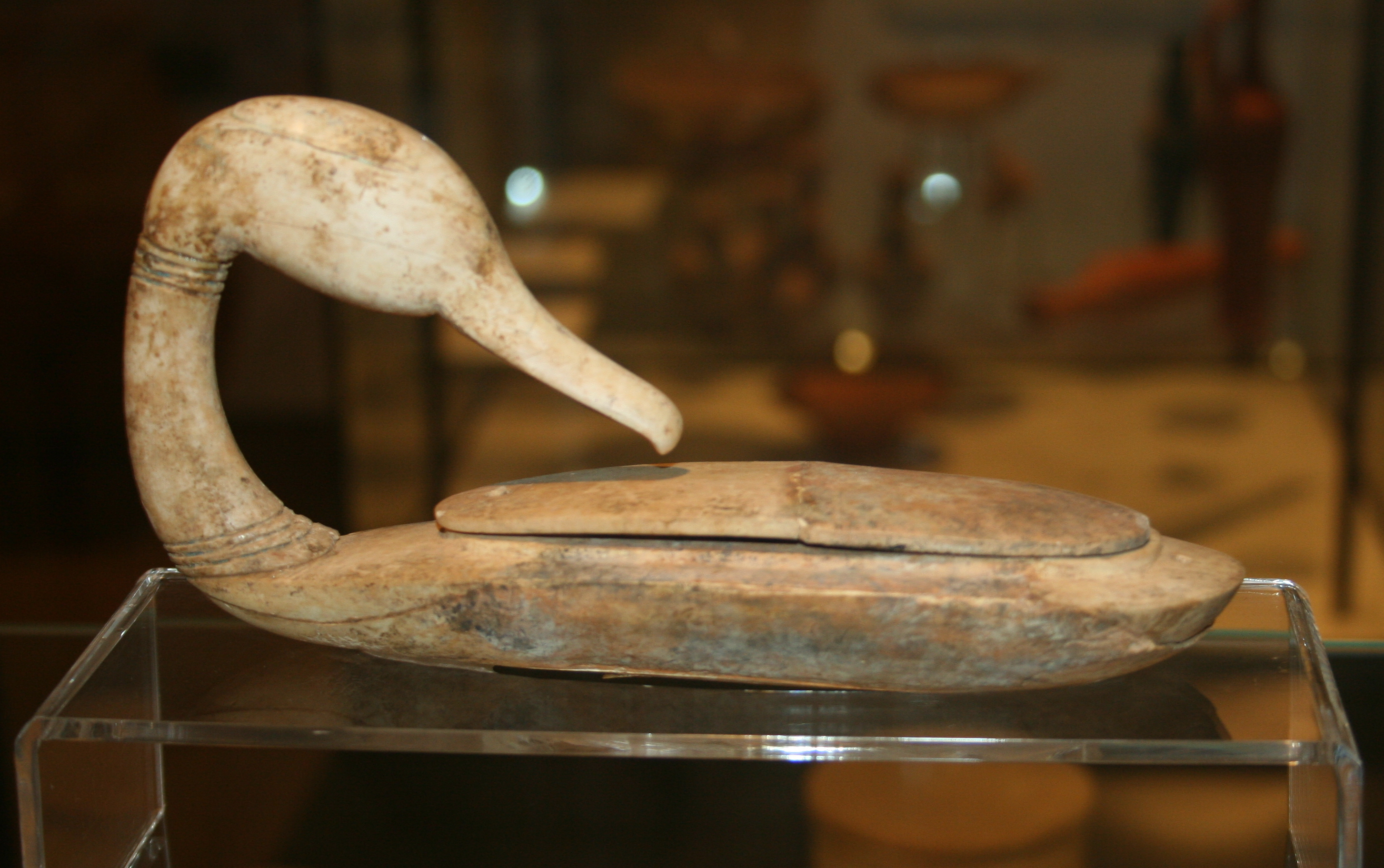
Palette zoomorphe à fard réalisée en défense ou parfois en dent d'hippopotame, mais aussi en ivoire.

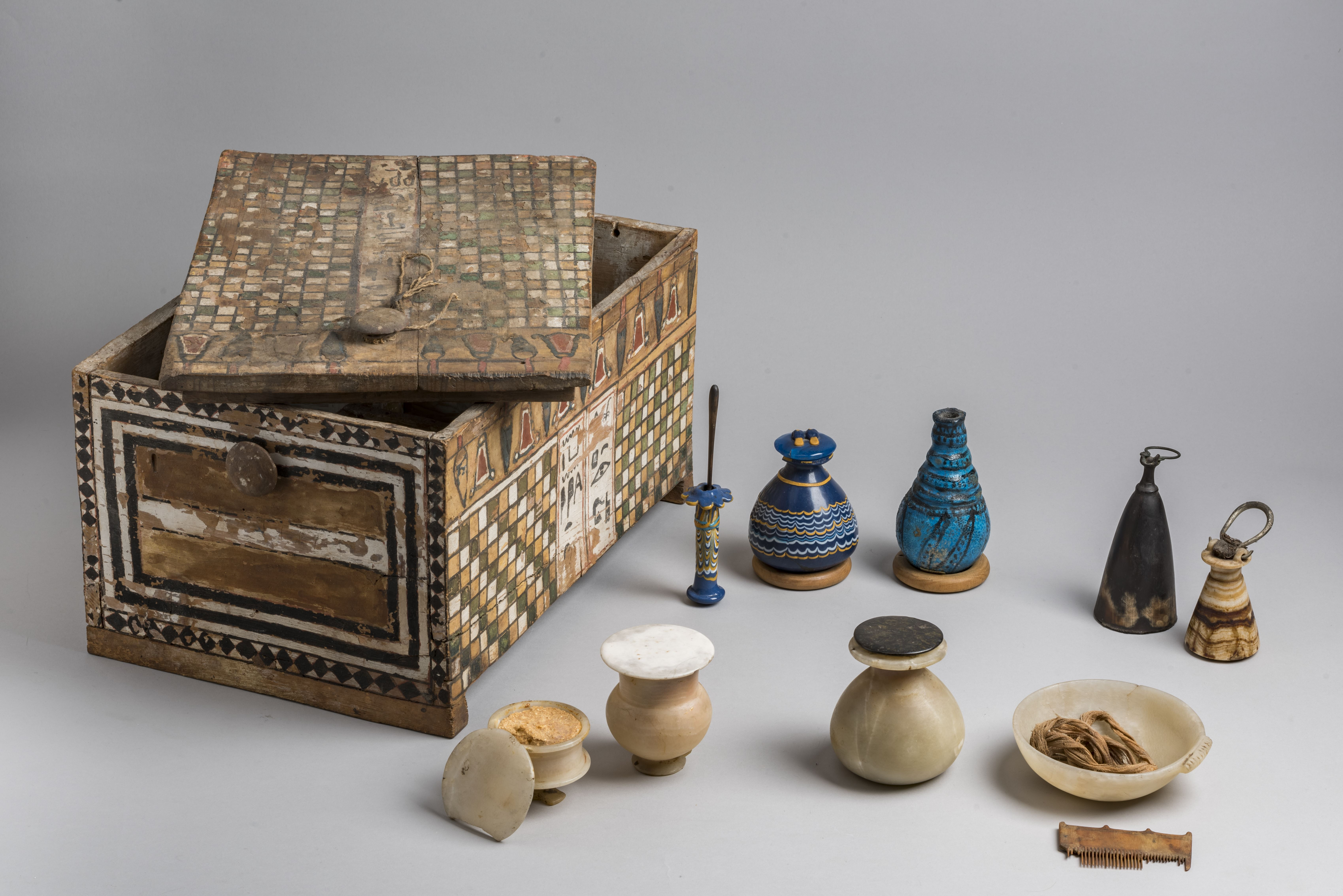
Coffret de maquillage égyptien antique avec kohl, pots d'onguents et parfums

Dans l'Égypte antique, améliorer son apparence relevait aussi d'un sens spirituel et sacré, il fallait entretenir son corps et bien le conserver. 
Un mythe explique l'usage des cosmétiques : Horus, lors de son combat contre son oncle Seth, avait perdu un œil. Il inventa alors le fard pour rétablir la perfection de sa beauté : réparer les outrages du temps ou maquiller les accidents de la vie. Après la mort, les cosmétiques devaient créer une apparence juvénile et fertile, jugée essentielle pour renaître dans l'au-delà. 
Les égyptiens ont développé très tôt une grande diversité de produits, gommes, résines, onguent, huiles, huiles parfumées lotions comme la lotion à base de carbonate de soude, khôl, collyres : on a ainsi retrouvé plusieurs exemplaires de palette à fard datant du IVe millénaire avant notre ère  non seulement destinés au maquillage, mais encore à usage votif, dans le cadre du culte des divinités ou de la commémoration des morts, comme en témoigne la palette de Narmer. Plus de 160 recettes décrivant leur élaboration, prenant parfois plusieurs mois, nous sont ainsi parvenues. Les tombes contiennent souvent un nécessaire de beauté dans un panier d'osier : pots à onguents, peignes, huiles, khôl dans des tubes de roseau et miroir en bronze poli. 

### Perruque
Une perruque volumineuse et naturelle sculptée dans de la cire d'abeille permettait d'avoir moins chaud et d'éviter les poux. Par ailleurs on note qu'elle exprimait aussi, par exemple, un symbole très fort, qui reliait son porteur à Hathor, la déesse des festivités et de l'amour.

### Fard
En Égypte antique, on utilisait un fard à paupière appelé « mesdemet » (signifiant littéralement « rendre les yeux parlants, expressifs »), aujourd'hui couramment connu sous le nom de khôl. Les teintes étaient obtenues de différents minéraux (argiles rouges, oxydes de cuivre ou de fer, ocre, lapis-lazuli) ou végétaux (ex : pigment laqué rose obtenu à partir des molécules colorantes de la garance ou d'autres plantes analogues comme l'orseille, l'orcanette, le jus de mûre, de l'acanthe précipitées sur de l'alun  ou encore coquelicot pour obtenir les fards rouges pour les lèvres et les joues. Le fard vert (ouadjou) était à base essentiellement de malachite verte broyée de Syrie. Il était peut-être destiné à invoquer la protection d'Hathor.  
La majorité des fards noirs était composée à base de plomb, plus rarement à base de composés d'antimoine, d'oxydes de manganèse ou de noir de carbone. En broyant de la galène (principal minerai de plomb) sur des palettes de pierre (spécifiquement le schiste ou la grauwacke) et en la liant à des matières grasses, les Égyptiens obtenaient une teinture noire, dont la teinte variait avec la finesse du broyage. Lorsqu'elle était réduite en cubes de moins de cinquante micromètres de diamètre, le colorant était d'un noir très sombre ; si elle était broyée moins finement, elle avait des reflets métalliques. Ils broyaient également de la cérusite blanche ou synthétisaient  de la laurionite et de la phosgénite (synthèse de ces deux chlorures de plomb car leurs gisements étaient rares) pour obtenir des nuances grisées. 
Les accessoires d'applications de ces fards seront à la fin de la période prédynastique transformés pour l'invention de l'écriture au moment où plusieurs peintures corporelles disparaissent. 

### Parfums
Le parfum le plus célèbre d'Égypte est le kyphi, il contient environ 27 ingrédients, et est utilisé en fumigation pour chasser les mauvais esprits de la maison, un rituel que les orientaux font régulièrement, et quand un invité rentre dans leur maison on lui passe cette fumigation. 
Les Égyptiens ne connaissaient pas la distillation, mais connaissaient l'alcool naturel par fermentation (2 % à 4 %) comme la bière, la boisson quotidienne, et le vin de palme pour les élites, et ne fabriquaient donc pas de parfums alcoolisés. Ils utilisaient en fait les substances de la faune et la flore (céréales, blé, lin, fleurs, racines, herbes, fruits, baies, huiles, résines, gommes, baumes, épices, graisse animale), qu'ils broyaient avec un pilon dans un mortier, pressuraient et filtraient. Cependant, ils cultivaient les fleurs pour en tirer leurs arômes de leur racine, pour en faire des produits parfumés. Le Fayoum (région autour d'un lac du désert alimenté par un défluent du Nil) était la principale région de production, notamment à partir du Nouvel Empire, quand les inondations furent régulées par des travaux et des barrages. Les différents éléments des fleurs triés par tamisage étaient réduits en pâtes et en gommes parfumées. Le lotus bleu avait la préférence des Égyptiens, ils tenaient régulièrement une fleur de lotus qu'ils humaient avec adoration. Le lotus bleu et le lis d'eau représentent l'union des Deux Terres (Haute et Basse-Égypte). Les fleurs du Nil étaient sacrées, la fleur de papyrus représentait le génie ou le dieu de la crue Hâpy. 
Lors de la préparation les Égyptiens recourraient à des incantations et des rituels en vue de soigner et chasser le mauvais sort. 

## Utilisations
En fait, les substances naturelles « cosmétiques » servaient à soigner les effets négatifs du soleil ardent et aveuglant, et des moustiques qui piquaient régulièrement et véhiculaient toutes sortes de maladies. En effet, les Égyptiens devaient se protéger de ce climat chaud, sec, aride, voire brumeux parfois suivant les saisons car les principales causes étaient surtout le dessèchement de la peau, les piqûres, les moustiques, les poux et les maladies.

### Fards et autres cosmétiques
Utilisé par les deux sexes et par toutes les classes sociales, le principal cosmétique utilisé était le fard à paupières noir - appelé mesdemet dans l'Antiquité et pour lequel le mot arabe khôl s'emploie aujourd'hui - aurait éloigné les mouches, protégé des rayons ardents et aveuglants du soleil et des vents sablonneux et son utilité était surtout médicinale contre les conjonctivites ; son rôle comme désinfectant est démontré, grâce au sulfure de plomb et au chlore qu'il contenait. Deux collyres différents ornaient les yeux : un noir à base de laurionite ou phosgénite pour en souligner le contour, et accentuer sa forme d'amande, et un vert sur les cils et les sourcils. Les Égyptiens en mettaient (appliqués avec un bâtonnet à khôl, il pouvait être de différentes matières, ivoire, os, roseau) aussi un trait sur la paupière inférieure, large sous l'Ancien Empire et fin sous le Nouvel Empire. Les ongles étaient polis et colorés au henné. 
Les fards blancs (à base de céruse, blanc de plomb ou blanc d'argent, toxique) étaient utilisés pour blanchir la peau du visage. Certains fards noirs (à base de litharge (oxyde de plomb rouge), de chaux, de terres, de miel et de pâte de cendres) teignaient les cheveux en noir. Dans le climat très sec de l'Égypte, les huiles, onguents, nourrissaient et apaisaient la peau ; elles servent toujours aujourd'hui à nourrir la peau et à lui redonner sa souplesse. De nombreux traitements antirides existaient aussi, comme la myrrhe, et étaient ainsi très appréciées.

### Cônes parfumés
Les gravures et les fresques des tombeaux montrent les parfums que les Égyptiennes se passaient sur les cheveux sous forme d'une représentation symbolique en forme de cône parfumé à base de suif (graisse animale mêlée de myrrhe) sur le sommet de la tête. Les Égyptiennes ne portaient pas réellement ce cône sur la tête censé imprégner chevelures et vêtements des essences de l'onguent , il s'agit d'une pure convention artistique. On représentait en effet le banquet funéraire, une communion avec le défunt qui présente ce que celui-ci ne peut pas emporter avec lui. Et c'est sur ces images, gravées ou peintes, que les artistes représentaient la famille et les amis accompagnant le défunt, dans la joie et les fêtes. Tous les plaisirs des sens sont alors mis en image pour l'éternité : parfums, onguent à la myrrhe, offrandes, musiques et danseuses.